# Церковь Рождества Богородицы (Яворов)
Церковь Рождества Пресвятой Богородицы — памятник народной архитектуры Галиции, находится в городе Яворов (Львовская область), на бывшем Малом предместье. Памятник отличается монументальностью, изысканностью форм и пропорций. Принадлежит общине УГКЦ.

## История
Грамоту на постройку церкви дал польский король Михаил Корибут Вишневецкий в 1670. В 1672 её права были подтверждены королём Яном ІІІ Собеским, а в 1764 — Августом ІІ.
Церковь построена из дерева, изначально была трёхсрубной, одноглавой с шестигранной восточной частью. В 1939 году расширена за счет достройки, и ныне она пятисрубная, одноглавая, крестовая в плане, размер 14,8×14,3 м (проект Евгения Нагирного). По периметру церковь окружена широким навесом. Центральный объем завершен куполом, посаженным на низкий восьмерик. В церкви сохранился четырёхъярусный резной иконостас 1671, полностью переписанный позже. После Второй мировой войны церковь была закрыта, а с 1960 по 1989 гг. и использовалась как склад зерна.
В южной части двора находится двухъярусная, каркасная, квадратная в плане колокольня размером 4,3×4,3 м. Её завершение представляет собой комбинацию четырехгранного шатра с восьмериком. Верхний ярус напоминает оборонные башни XVII—XVIII веков.